# Chariesthes maublanci
Chariesthes maublanci är en skalbaggsart som beskrevs av Pierre Lepesme och Stefan von Breuning 1950. Chariesthes maublanci ingår i släktet Chariesthes och familjen långhorningar.
Artens utbredningsområde är Gabon. Inga underarter finns listade i Catalogue of Life.